# Csia Sándor (politikus)
Csia Sándor (Hegybánya, 1894. február 4. – Budapest, 1946. március 19.) nyilas politikus.

## Tanulmányai
Kolozsváron a református kollégiumba járt középiskolába, majd a szegedi Ferenc József Tudományegyetemen szerzett államtudományi doktorátust. Vasúttisztképző tanfolyamot is végzett, és BSZKRT-nél a HÉV titkáraként is dolgozott.

## Politikai tevékenysége
Az első világháborúban 18 hónapig szolgált az orosz és az olasz fronton tartalékos hadnagyként, géppuskás szakasz- és századparancsnoki beosztásban, 1916-ban olasz fogságba esett. Több kitüntetést, és császári elismerést is kapott.
A Hungarista Mozgalomhoz már indulásakor csatlakozott; Szálasi Ferenc közeli barátja volt. 1939-ben a pomázi székhelyű Pilishegyvidéki választókerületben országgyűlési képviselővé választották a Nyilaskeresztes Párt jelöltjeként. A nyilas puccs utáni tevékenységéért a háború után, a Szálasi-perben − hét társával együtt − kötél általi halálra ítélték. Kegyelmi kérvényét elutasították, és az ítéletet 1946. március 19-én végre is hajtották.